# 尚享
尚 享（しょう きょう、1610年1月4日 - 没年不詳）は、琉球王国第二尚氏王統の王族。大和名は久米具志川王子朝盈（ちょうえい）。金武御殿1世の尚久、大金武王子朝公の七男として生まれた。母は側室の真嘉戸樽。第8代尚豊王（尚久四男）の弟にあたる。伯父の護得久御殿1世・尚康伯、久米具志川王子朝通の養子となり、護得久御殿を継いだ。
1649年に、尚質王即位の謝恩使として江戸上りをしている。また、尚質王は即位前の一時期、尚享の養子となっていた。1654年には、尚質王の摂政に就任し、1666年までの間、第10代尚質王の摂政を務めた。
尚享は、聖人按司加那志（せいじんあじがなし）のあだ名で知られるように、有徳の名政治家として後世に伝わっている。羽地朝秀が子供の頃、その才の非凡であることを見抜き、自分の後継者にと教育したという伝承も残されている。尚享のあと、羽地朝秀が摂政を継いだ。